# Listă de scriitori canadieni de literatură științifico-fantastică și fantastică
Listă de scriitori canadieni de literatură științifico-fantastică și fantastică:

## A-G
- Kelley Armstrong
- Margaret Atwood
- Malcolm Azania
- R. Scott Bakker
- Stephanie Bedwell-Grime
- Erin Bow
- Paul Chafe
- Michael G. Coney
- Seán Cummings
- Julie E. Czerneda
- Charles de Lint
- James De Mille
- Gordon R. Dickson
- Candas Jane Dorsey
- Cory Doctorow
- Dave Duncan
- Steven Erikson
- Nigel Findley
- J.M. Frey
- Barb Galler-Smith
- James Alan Gardner
- Pauline Gedge
- Terence M. Green
- Ed Greenwood
- William Gibson
- Phyllis Gotlieb
- Hiromi Goto

## H-P
- PJ Haarsma
- J. C. Hall
- H. A. Hargreaves
- Rachel Hartman
- Nalo Hopkinson
- Tanya Huff
- Matt Hughes
- Monica Hughes
- Tina Hunter
- Marie Jakober
- K.V. Johansen
- Karl Johanson
- Daniel Heath Justice
- Guy Gavriel Kay
- Eileen Kernaghan
- Crawford Kilian
- Donald Kingsbury
- Mark Leslie
- Nicole Luiken
- Maggie MacDonald
- Nathalie Mallet
- Paul Marlowe
- Suzanne Martel
- Moira J. Moore
- Jim Munroe
- Nina Munteanu
- Francine Pelletier
- Fiona Patton

## R-Z
- Mark A. Rayner
- Vincent Reid
- Spider Robinson
- Joel Rosenberg
- Sean Russell
- Geoff Ryman
- Michelle Sagara
- Lynsay Sands
- Charles R. Saunders
- Robert J. Sawyer
- Karl Schroeder
- William Shatner
- Lisa Smedman
- Linda Smith
- Caro Soles
- Steve Stanton
- S.M. Stirling
- Kenneth Tam
- Jean-Louis Trudel
- Elisabeth Vonarburg
- A. E. van Vogt
- Jo Walton
- Peter Watts
- Lynda Williams
- Robert Charles Wilson
- Tim Wynne-Jones
- Alexander Zelenyj

## Legături externe
- SF Canada, Canada's National Association for Speculative Fiction Professionals

## Vezi și
- Listă de scriitori canadieni